# Karl-Heinz Steffens
Karl-Heinz Steffens (* 28. November 1961 in Trier) ist ein deutscher Dirigent und Klarinettist. Seit Herbst 2019 ist er Musikdirektor an der Staatsoper Prag.

## Leben
Karl-Heinz Steffens studierte von 1982 bis 1985 Klarinette an der Hochschule für Musik und Darstellende Kunst Stuttgart bei Ulf Rodenhäuser. Nach seinem ersten Engagement als Klarinettist am Staatstheater Kassel war er Solo-Klarinettist im Orchester der Oper Frankfurt (1985–1989), im Symphonieorchester des Bayerischen Rundfunks (1989–1996) sowie bei den Berliner Philharmonikern (2001–2007) und verfolgte überdies eine Solokarriere. Von 1996 bis 1999 unterrichtete Steffens an der Hochschule für Musik und Theater Hannover. 2001 wurde er von der Hochschule für Musik „Hanns Eisler“ Berlin zum Professor für Klarinette ernannt und lehrte dort bis 2008.
2001 entstand auf seine Initiative hin in der altbairischen Herzogstadt Friedberg der „Friedberger Musiksommer“, der seitdem ehrenamtlich von den „Bürgern für Friedberg“ organisiert wird.
Während seiner Zeit als Solo-Klarinettist der Berliner Philharmoniker beauftragte Simon Rattle den deutschen Komponisten Christian Jost mit einem Klarinettenkonzert (Heart of Darkness) für die Berliner Philharmoniker und Karl-Heinz Steffens. Karl-Heinz Steffens arbeitete mit Dirigenten wie Lorin Maazel, Kurt Masur, Sir Colin Davis und Jörg-Peter Weigle zusammen. Im Crossover-Bereich legte er zwei Alben mit David Gazarov vor.
Nachdem Steffens 2007 seine Tätigkeit als Solo-Klarinettist der Berliner Philharmoniker beendet hatte, wurde er noch während der laufenden Spielzeit zum Generalmusikdirektor der Staatskapelle Halle und zum künstlerischen Direktor des Opernhauses ernannt (2007–2013). Von Beginn der Saison 2009/2010 bis 2018 übernahm er als Chefdirigent und Generalmusikdirektor die Deutsche Staatsphilharmonie Rheinland-Pfalz. In der Saison 2016/2017 war Karl-Heinz Steffens zusätzlich Musikdirektor der Norwegischen Nationaloper in Oslo, Den Norske Opera & Ballett.
Auf internationaler Bühne dirigierte er u. a. die Berliner Philharmoniker, das Symphonieorchester des Bayerischen Rundfunks, die Münchner Philharmoniker, das Royal Stockholm Philharmonic Orchestra, die Wiener Symphoniker und das Tonhalle-Orchester Zürich. Zudem gastierte er beim City of Birmingham Symphony, Bournemouth Symphony, und Hallé Orchestra sowie bei den Rundfunk-Sinfonieorchestern in Berlin, Köln, Frankfurt, Hamburg, Hannover, Leipzig und Stuttgart.
In der Saison 2015/16 debütierte Steffens beim Orchestra del Teatro Regio, beim Gulbenkian Orchestra Lissabon und beim Orchestra del Maggio Musicale Florenz. Wiedereinladungen führten ihn zum Orchestre Philharmonique de Radio France und Orchestre Philharmonique de Monte-Carlo, während er in dieser Saison erneut mit dem Rundfunk-Sinfonieorchester Berlin, der Dresdner Philharmonie, dem Helsinki Philharmonic, dem Netherlands Philharmonic und dem Orchestra del Maggio Musicale zusammenarbeitete. 2016/17 gab er darüber hinaus seine Debüts mit dem Orchestra Sinfonica Nazionale RAI Turin und dem Royal Flemish Philharmonic Antwerpen. Regelmäßiger Gast ist Steffens beim Philharmonia in London; dort dirigierte er auch einen Zyklus mit Brahms-Sinfonien und dessen Deutschem Requiem.
Karl-Heinz Steffens ist gleichermaßen Operndirigent. Er gastierte bereits mehrfach an der Staatsoper Unter den Linden in Berlin, an die er im Winter 2018 mit Fidelio zurückkehrte.
Im Januar 2012 gab Steffens mit Don Giovanni sein Debüt an der Mailänder Scala und dirigierte diese Produktion auch am Bolschoi-Theater in Moskau. In den folgenden Jahren kehrte er mit Wagners Götterdämmerung und Mozarts Così fan tutte nach Mailand zurück.
Von Steffens initiiert und musikalisch geleitet, war von 2010 bis 2013 ein von Hansgünther Heyme neuinszenierter Ring des Nibelungen in Halle und Ludwigshafen auf beiden Bühnen zu erleben.
Ende Mai 2016 gab Karl-Heinz Steffens sein Debüt am Opernhaus Zürich mit Mozarts Così fan tutte.
In seiner Position als Musikdirektor der Norwegischen Nationaloper in Oslo war Steffens mit Così fan tutte, Fidelio, Pelléas et Mélisande und Tosca zu erleben.>.
Neben ausführlichen Zyklen der Sinfonien von Beethoven, Schubert und Bruckner sind besonders seine CD-Einspielungen mit der Deutschen Staatsphilharmonie Rheinland-Pfalz unter dem Motto „Modern Times“ erwähnenswert.
Für die Aufnahme der wichtigsten Orchesterwerke Bernd Alois Zimmermanns erhielt sein Orchester den ECHO Klassik 2015 als „Orchester des Jahres“ von der Deutschen Phono-Akademie. Es wurde vom Deutschen Musikverlegerverband (DMV) mit dem Preis für das beste Konzertprogramm der Saison 2016/17 ausgezeichnet.
Am 5. Januar 2020 dirigierte er das Galakonzert zur Wiedereröffnung der Staatsoper Prag nach langjähriger Renovierung.

## Ehrungen und Auszeichnungen
- 2019 Verdienstkreuz am Bande des Verdienstordens der Bundesrepublik Deutschland[18]